# Перепёлкин, Юрий Яковлевич
Ю́рий Я́ковлевич Перепёлкин (19 мая (1 июня) 1903, Санкт-Петербург — 7 марта 1982, Ленинград) — советский египтолог, доктор исторических наук. Сфера основных научных интересов: социально-экономическая история Египта эпохи Старого царства, переворот Эхнатона. Доктор ист. наук (1969).
Является автором ряда обобщающих трудов и глав в коллективных монографиях.
Старший брат известного астронома, профессора Евгения Яковлевича Перепёлкина.

## Биография
Юрий Яковлевич Перепёлкин родился в Санкт-Петербурге в дворянской семье офицера флота, инженера-артиллериста, изобретателя оптических прицелов к орудиям Я. Н. Перепёлкина. После 1917 года семья проживала в Крыму, где Юрий Яковлевич окончил гимназию и начал получать высшее образование. В 1927 году окончил факультет языкознания и материальной культуры Ленинградского университета. Помимо Египта, в сферу интересов учёного входила история религии (в основном православия), однако эта тематика в СССР была менее перспективной, и его выбор остановился на египтологии, в которой религиозная проблематика составляет основу дисциплины и до конца никогда не закрывалась.
В 1920-е годы Ю. Я. Перепёлкин состоял в египтологическом кружке при ЛГУ, который являлся единственным более или менее регулярным специализированным изданием в стране. Историк-египтолог А. О. Большаков сообщает, что в работе этого сообщества Юрий Яковлевич участие принимал мало, и не желал публиковаться, связывая это с его неудовлетворением научным уровнем кружка, а также с претившим Ю. Я. Перепёлкину, как человеку религиозному, господствовавшему в то время духу богоборчества.
После аспирантуры, в 1930 году Перепёлкин защитил диссертацию, тема которой — эпиграфика так называемого амарнского периода (времени правления царя-солнцепоклонника Аменхотепа IV Эхнатона) — стала для него главной на всю жизнь.
С 1927 года он работал сотрудником Музея палеографии (впоследствии — Институт книги, документа и письма АН СССР [МКДП/ИКДП]), где занимался изучением памятников письменности Древнего мира и раннего Средневековья из коллекции академика Н. П. Лихачёва, хранителем древневосточной части которой и стал. В 1936 году он опубликовал маленькую брошюру — описание выставки «Письменность Древнего мира и раннего Средневековья», служившую путеводителем по коллекции. Из этого краткого описания экспонатов видно, насколько зрелым знатоком памятников он уже был и насколько широки были его знания эпиграфиста и историка.
В 1937 году был арестован, а впоследствии и расстрелян в лагерях младший брат Юрия Яковлевича — профессор Евгений Яковлевич Перепёлкин, один из создателей советской солнечной астрономии. Это событие не могло не повлиять на отношение учёного к господствующему строю в государстве, и «… оно сделало Юрия Яковлевича осторожным в быту, но не в науке — его труды всегда были образцом свободы мысли» (А. О. Большаков).
После закрытия ИКДП в 1938 году Юрий Яковлевич перешёл работать в Ленинградское отделение Института истории АН СССР (ЛОИИ) и до конца 1940-х годов преподавал в Ленинградском университете. Ю. Я. Перепёлкин был блестящим лектором, и на его лекции собирались полные залы, он вёл все основные египтологические курсы, включая чтение текстов, и исторические. Одним из первых его учеников, ставшим профессиональным египтологом, был будущий профессор Восточного факультета и автор единственной русской грамматики египетского языка Н. С. Петровский.
В момент начала Великой Отечественной войны учёный преподавал в Ленинградском университете. После начала блокады Ленинграда, где он провел два самых тяжёлых месяца зимы 1941-42 года, Перепёлкин был эвакуирован в Ташкент, где с 1943 года он работал в штате Института востоковедения АН СССР. После войны Перепёлкин вернулся в Ленинград, где до 1949 года он преподавал в ЛГУ, оставаясь сотрудником ИВ АН СССР. В 1951 году переведён в ЛОИИ, в 1953 году в Сектор рукописей ИВ, в 1956 — снова в ЛОИИ, а в 1959 — окончательно в ЛО ИВ. Все эти переводы сопровождались сменой плановых тем и осложняли его работу.
До конца своих дней Юрий Яковлевич вел жизнь затворника, оставаясь в стороне от официально одобренных и модных научных направлений, в египтологии он был в основном самоучкой, основывавшимся на немецкой традиции, которую считал наиболее заслуживающей уважения; при этом пользовался практически непререкаемым авторитетом в отечественной научной среде.

### Основные даты биографии
- 1924 год — окончил физико-математический факультет Крымского государственного университета им. М. В. Фрунзе.
- 1927 год — окончил факультет языкознания и материальной культуры Ленинградского государственного университета.
- с 1927 года — сотрудник Музея палеографии (впоследствии — Институт книги, документа и письма АН СССР), где занимается изучением памятников письменности Древнего мира и раннего Средневековья из коллекции Н. П. Лихачёва.
- 1937 год — арестован (в 1938 расстрелян в лагере) младший брат Юрия Яковлевича, профессор Перепёлкин Евгений Яковлевич.
- 1938—1943 годы — Институт истории АН СССР, во время войны пережил начало блокады, был эвакуирован из осаждённого Ленинграда в Ташкент и вернулся в родной город уже после войны.
- 1943 год — переведён в Институт востоковедения АН СССР.
- до 1949 года — преподавал в ЛГУ, одновременно являясь сотрудником ИВ АН СССР.
- в конце 1951 года — перешёл в Ленинградское отделение ЛОИИ АН СССР.
- 1953 год — переведён в Сектор рукописей ИВ.
- 1956 год — переведён снова в ЛОИИ.
- 1959 год — после образования в ЛО ИВ Кабинета Древнего Востока во главе с академиком В. В. Струве, Ю. Я. Перепёлкин стал его сотрудником.
- с 1969 года — доктор исторических наук.

Награждён орденом «Знак Почёта».

## Научная деятельность
Значительную сферу интересов Ю. Я. Перепёлкина составляли социально-экономические исследования Египта эпохи Старого царства (ок. 2707/2657 — 2170/2120 гг. до н. э.), которые приблизили его к пониманию основ египетской цивилизации. Хотя в первое послевоенное десятилетие вышло всего три статьи Ю. Я. Перепёлкина, он становится, наряду с Г. Юнкером, одним из крупнейших в мире исследователей Старого царства.
В первое послевоенное десятилетие Перепёлкин написал несколько глав по истории Древнего Египта для первого тома «Всеобщей истории». Основной же темой исследований Юрия Яковлевича остаётся история солнцепоклонничества Эхнатона. Семнадцатилетнее правление царя-еретика богато эпиграфическими и изобразительными материалами, в то время остававшимися совершенно не систематизированными, и перед Юрием Яковлевичем стояла грандиозная задача создания их хронологии. Подробно проследив развитие титулатур солнечного бога Атона, фараона и членов его семьи, он создал уникальную в истории египтологии систему датировочных критериев, позволяющих определять время создания памятников с точностью, иногда достигающей месяца. О. Д. Берлев писал, что исследование Перепёлкиным этого т. н. амарнского периода было в основном завершено в эвакуации и закончено по возвращении в Ленинград. А. О. Большаков считает, что скорее работа завершалась в 50-х годах. В 1959 году рукопись, посвящённая этому вопросу, была сдана в издательство, где она задержалась на несколько лет, увидев свет лишь в 1967 году под названием «Переворот Амен-хотпа IV» (I часть). В 1968 году была издана небольшая книжка «Тайна золотого гроба», посвящённая событиям, происходившим после смерти Эхнатона, позже она была опубликована издательством «Наука» в английском переводе.

## Отзывы современников
Академик Д. С. Лихачёв называл Ю. Я. Перепёлкина крупнейшим в мире египтологом. В своём письме на имя заместителя Главного ученого секретаря Президиума АН СССР академика Ю. В. Бромлея, от 25 июня 1980 года, он просит в третий раз не сокращать Ю. Я. Перепёлкина по возрасту (ему тогда исполнилось 77 лет) из системы Академии наук, в связи с его активной работой и участием в повышении квалификации молодых ученых-востоковедов, для которых многие важные области египтологии могут останутся недоступными в связи с его уходом.

«Вряд ли в наше время имеется на нашей планете другой ученый, который обладал бы в этой области [египтологии] такими глубокими и всесторонними познаниями»
— академик АН СССР М. А. Коростовцев

«[…] Юрий Яковлевич пришел к мысли о необходимости учёта в любом египтологическом исследовании психологии древнего человека, сильно отличающейся от современной, без чего мы не в состоянии понять его мировосприятие и обречены на фатальное непонимание его поступков. Если это действительно так (а в дальнейшем он постоянно использовал этот подход), он был, по-видимому, первым в мировой египтологии, кто принял за основу практической работы концепцию нетождества древнего и современного сознания […]»
«К сожалению, на западную науку он не оказал практически никакого влияния, хотя и был одним из крупнейших египтологов XX века. Он никогда не общался и не переписывался с иностранцами (результат его неизбывной осторожности), а его работ, опубликованных по-русски, почти никто за границей не знает. Поэтому до сих пор многое делается заново, особенно по части изучения солнцепоклонничества […]»
— историк-египтолог А. О. Большаков

«[…] Сейчас, на исходе XX века, тысячи людей в нашей стране вновь разуверились в том, что история — это наука. Превращение в одночасье бывших твердокаменных марксистов в яростных демократов, публикация писаний Фоменко и Постникова, Суворова (Резуна) и Бушкова вновь заставили наших соотечественников считать историю политикой, опрокинутой в прошлое. […] Когда исследованиями занимался Ю. Я. Перепёлкин, история из „политики, опрокинутой в прошлое“ превращалась в великую и точную науку […]»
— д.ф.н., к.и.н., профессор Вассоевич А. Л.

## Неординарность личности
Исследователи творчества Ю. Я. Перепелкина указывают на наличие у ученого некоторых психофизических особенностей, накладывавших отпечаток на его методы работы, и не всегда способствовавших его адекватной социализации в кругу коллег.

В возрасте 8 лет Ю. Я. Перепёлкину приснился первый из серии примечательных снов: лес, а в этом лесу нечто вроде стеклянной гробницы, а там внутри всевозможные коллекции. Далее он видел во сне, как идёт по Василеостровской набережной Петербурга, а в окнах Кунсткамеры всевозможные персоны XVIII века.— А. Л. Вассоевич «О Ю. Я. Перепёлкине и его научных открытиях», 2000.
«Явления этих трансцендентных персонажей, которые снились Ю. Я. Перепёлкину в детстве, потом стали вызывать у него особые психофизиологические состояния», — продолжает исследователь. В этих состояниях учёный как бы проникал в отдалённую эпоху, описывая её изнутри. «Дарования Юрия Яковлевича поражали в такой степени, что, казалось, должны были вызвать интерес к самой психофизиологической природе этого человека. Сила его проникновения в далёкий мир прошлого была способна внушить специалисту почти мистический трепет». Психофизиологические особенности Ю. Я. Перепёлкина находили и графологическое подтверждение: свои рукописи он выводил «каллиграфическим почерком, напоминающим византийский минускул IX века».
К этим же особенностям восходит и конфликт Ю. Я. Перепёлкина с ведущим египтологом страны, академиком В. В. Струве. По воспоминаниям Б. Б. Пиотровского, Ю. Я. Перепёлкин стал его «упрямым оппонентом» ещё со студенческой скамьи. При этом поводы для претензий иногда уходили далеко за пределы египтологии и востоковедения. «Василий Васильевич [Струве] говорил по-немецки, но делал ошибки, при том иной раз довольно грубые», — утверждал Ю. Я. Перепёлкин. — Он хуже вас знал, хотя он был немец? — удивился Б. Б. Пиотровский. Перепёлкин парировал: «Выходит, что так. Он здесь разучился говорить. У меня же фотографическая память!».
Сочетание в Ю. Я. Перепёлкине качеств выдающегося учёного и «совершенно своеобычного» человека отмечал и востоковед И. М. Дьяконов. Тот, кто встречался с Ю. Я. Перепёлкиным случайно, «видел только черты внешнего чудачества», начиная от непрестанного переумывания рук (как правило, скрываемых в перчатках) и рукопожатий, «представляющих целый обряд». «Что в нём содержалось — было полностью скрыто внутри, и мне понадобилось полвека, чтобы понять и оценить его», — заключает учёный.

## Публикации
Более полный список основных публикаций.
- Перепёлкин Ю. Я. Фрагмент древнеегипетской надписи XII династии в Музее Палеографии Академии Наук СССР // Доклады Академии Наук, Серия В — 1929 — №1 — С. 20—21.

- Кинк Х. А. Египет до фараонов. По памятникам материальной культуры / Ответственный редактор Ю. Я. Перепёлкин. — М.: Наука, 1964.
- Перепёлкин Ю. Я. Частная собственность в представлении египтян Старого царства / Ответственный редактор Н. В. Пигулевская. — (Православный) Палестинский сборник, выпуск 16 (79). — М.—Л.: Наука, 1966. — 127 с.
- Кинк Х. А. Как строились египетские пирамиды / Ответственный редактор Ю. Я. Перепёлкин. — Главная редакция восточной литературы. — М.: Наука, 1967.

- Перепёлкин Ю. Я. Переворот Амен-хотпа IV. Часть I. Книги I—IV / Под ред. В. В. Струве. М.: Наука, Главная редакция восточной литературы, 1967.

1968 год:
- Перепёлкин Ю. Я. Тайна золотого гроба/ Ответственный редактор М. А. Коростовцев. М.: Наука, Главная редакция восточной литературы, 1968.

1976 год:
- Кинк Х. А. Художественное ремесло древнейшего Египта и сопредельных стран / Отв. ред. Ю. Я. Перепёлкин. М.: Наука. Главная редакция восточной литературы, 1976.

1978 год:
- Перепёлкин Ю. Я. Переворот Амен-хотепа IV. Часть 2. М.: Наука, Главная редакция восточной литературы, 1978.
- Перепёлкин Ю. Тайна золотого гроба (на англ. яз.) / Пер. с русского. М., Главная редакция восточной литературы издательства «Наука», 1978.

1979 год:
- Кинк Х. А. Древнеегипетский храм / Отв. ред. Ю. Я. Перепёлкин. М.: Наука. Главная релакция восточной литературы. 1979.
- Перепёлкин Ю. Я. Кэие и Семенех-ке-рэ. К исходу солнцепоклоннического переворота в Египте. М., Главная редакция восточной литературы издательства «Наука», 1979.

1983 год:
- Богословский Е. С. Древнеегипетские мастера. По материалам из Дер эль-Медина / Отв. ред. Ю. Я. Перепёлкин. М.: Наука, Главная редакция восточной литературы, 1983.

1988 год:
- Перепёлкин Ю. Я. Хозяйство староегипетских вельмож / Отв. ред. Е. С. Богословский. М.: Наука, Главная редакция восточной литературы, 1988.
- Древний Египет // История Древнего Востока. Зарождение древнейших классовых обществ и первые очаги рабовладельческой цивилизации. Ч. II. М., 1988.

2000 год:
- Перепёлкин Ю. Я. История Древнего Египта. СПб.: Летний сад, 2000.

2001 год:
- Коростовцев М. А. Писцы Древнего Египта/ Под общей редакцией А. С. Четверухина. — СПб.: Журнал «Нева»; «Летний сад», 2001. — 368 с. (Книгу составили труды выдающихся русских египтологов Ю. Я. Перепёлкина и М. А. Коростовцева, посвящённые возникновению и развитию иероглифической письменности в Древнем Египте).